# Jean Van Houtte
Jean Maria Josephus baron Van Houtte (Gent, 17 maart 1907 – Brussel, 23 mei 1991) was een Belgisch advocaat, hoogleraar en politicus van de CVP.

## Biografie

### Familie
Jean Van Houtte was de zoon van Hubert van Houtte, historicus en hoogleraar aan de Rijksuniversiteit Gent. Hij trouwde in 1932 in Landegem met Cécile Destella (1908-2007), dochter van Hector de Stella, geneeskundige en hoogleraar aan de Rijksuniversiteit Gent. Ze waren de schoonouders van baron Jean-Charles Velge, gedelegeerd bestuurder en voorzitter van de raad van bestuur van Bekaert, en baron Jean-Pierre De Bandt, advocaat.

### Academische loopbaan
Van Houtte behaalde de diploma's van doctor in de rechten (1928) en kandidaat-notaris (1931) aan de Rijksuniversiteit Gent. Van 1931 tot 1932 was hij advocaat bij het hof van beroep van Gent en vervolgens het hof van beroep in Brussel. Bovendien ondernam hij studieverblijven bij het secretariaat van de Volkenbond in Genève, de Academie voor Internationaal Recht in Den Haag en de Faculté de droit en de École libre des sciences politiques in Parijs.
In 1931 werd hij eveneens benoemd tot docent aan de Universiteit van Luik, waar hij vanaf 1936 buitengewoon hoogleraar was. Van 1937 tot 1972 was hij gewoon hoogleraar en van 1956 tot 1958 decaan bij de Gentse universiteit en vanaf 1936 was hij buitengewoon hoogleraar bij de Hogere School van Handels- en Economische Wetenschappen (HSHEW) in Gent, de voorloper van de in 1968 ingerichte faculteit Economie van de Gentse universiteit.
In 1937 was hij samen met Robert Rens en Zeger Van Hee oprichter van het Tijdschrift voor Notarissen, waarvan hij directielid was.
Hij werkte daarnaast ook als kabinetschef bij meerdere katholieke en daarna CVP-ministers:
- van 1944 tot 1945 bij minister van Binnenlandse Zaken Edmond Ronse.
- in 1945 bij minister van Nationale Voorlichting Edmond Ronse.

In de naoorlogse periode bekleedde hij diverse functies:
- lid van de Hoge Raad van Financiën (vanaf 1946, vicevoorzitter vanaf 1969),
- lid van de Commissie belast met het vaststellen van het statuut van de bedrijfsrevisoren (1946-1947),
- voorzitter van de Hoge Raad voor het Gezin (1947-1951),
- voorzitter van het Belgisch Instituut voor Openbare Financiën (1948-1971),
- lid van de Benelux-studiecommissie voor de eenmaking van het recht (vanaf 1948),
- assessor in de afdeling Wetgeving van de Raad van State (1948-1949),
- gastprofessor aan de universiteiten van Rijsel (1947), Nijmegen (1948) en Grenoble (1949).

### Politiek
Bovendien werd Van Houtte politiek actief voor de CVP en zetelde van 1949 tot 1968 voor deze partij als gecoöpteerd senator in de Senaat. Van 1949 tot 1950 was hij voorzitter van de financiële commissie binnen het studiecentrum van de CVP.
Van 1950 tot 1952 was hij minister van Financiën in de regering-Duvieusart (1950) en de regering-Pholien (1950-1952). In deze hoedanigheid was hij ook gouverneur bij het Internationaal Monetair Fonds. Als minister voerde hij een streng budgettair beleid en de gewone begrotingen van 1951 en 1952 werden met een boni afgesloten. Daarnaast werden belangrijke aspecten van de inkomstenbelasting hervormd.
Van 1952 tot 1954 was hij premier van België. Zijn regering werd gekenmerkt door problemen rond de collaboratierepressie, die hij, tegen de oppositie in, trachtte te milderen, en rond de wereldwijde economische recessie en rond de duurtijd van de legerdienst.
Van 1958 tot 1961 was hij andermaal minister van Financiën, in de regering-G. Eyskens II (1958) en de regering-G. Eyskens III (1958-1961). Hij was gedurende deze periode ook gouverneur bij de Wereldbank. In 1959 werd hij gouverneur bij de Europese Investeringsbank.

### Na de politiek
In de regering-Lefèvre-Spaak werd hij niet meer opgenomen als minister. Hij zetelde nog in de Senaat tot 1968, wanneer hij onverwacht niet meer aangeduid werd als gecoöpteerd senator.
Hij werd in 1968 voorzitter van de nationale luchtvaartmaatschappij Sabena. In 1969 werd hij ook vicevoorzitter van de Hoge Raad van Financiën. Daarnaast bekleedde hij bestuursmandaten:
- bestuurder (vanaf 1964), ondervoorzitter en voorzitter van Electrabel,
- bestuurder van UCO (1969-1978),
- voorzitter van Cobepa (1971-1976),
- bestuurder van de beleggingsvennootschappen Robeco en Rolenco,
- voorzitter van de International Fiscal Association (1971-1973),
- voorzitter van het Nationaal comité ter bevordering van het sparen in roerende waarden,
- voorzitter van het Centrum voor Economische, Politieke en Sociale Studies (CEPESS),
- voorzitter van de Société d'études morales, sociales et juridiques,
- voorzitter van het Studiefonds van de Bond der Grote Gezinnen.

### Eerbetoon
- Hij was titelvoerend lid (1954) en voorzitter (1964) van de Koninklijke Academie voor Wetenschappen, Letteren en Schone Kunsten.
- In 1966 werd hij benoemd tot minister van Staat.
- In 1970 werd hij in de adelstand bevorderd met de titel van baron.
- Hij werd lid van de Academia Mexicana de Derecho Internacional in 1970.
- Hij ontving eredoctoraten aan de universiteiten van Lille, Grenoble en Nice.